# 小渕優子
小渕 優子（おぶち ゆうこ、1973年〈昭和48年〉12月11日 ‐ ）は、日本の政治家。自由民主党所属の衆議院議員（9期）、自由民主党組織運動本部長、自由民主党群馬県支部連合会会長。
内閣府特命担当大臣（男女共同参画、少子化対策）、財務副大臣、経済産業大臣、内閣府特命担当大臣（原子力損害賠償・廃炉等支援機構）、自由民主党選挙対策委員長（第11代）を歴任した。
父は第84代内閣総理大臣の小渕恵三。祖父は元衆議院議員の小渕光平。元群馬県中之条町長の小渕光平（二代目）は伯父。

## 来歴

### 生い立ち
東京都文京区生まれ（現住所は群馬県吾妻郡中之条町伊勢町）。星美学園幼稚園、星美学園小学校を経て、成城学園中学校高等学校に進学し、成城大学経済学部経営学科を卒業。大学時代のゼミは原価計算・会計学で、卒業論文は「コマーシャルによる経営戦略」。大学卒業後、TBSに入社。『はなまるマーケット』などに携わっていた。
1998年、父・小渕恵三の首相就任後、TBSを退社し恵三の私設秘書を務める。

### 2000年衆議院議員選挙
2000年4月3日に、父・小渕恵三は脳梗塞により緊急入院、翌5月に逝去。同年6月の第42回衆議院議員総選挙に群馬5区から自由民主党公認で出馬、この出馬に関しては世襲である事から「お姫様選挙」と一部のマスコミが揶揄する声もあったが、16万票超を獲得。26歳で初当選した（当選同期に竹下亘・梶山弘志・後藤田正純らがいる）。当選後、かつて小渕恵三が会長を務めた小渕派の流れを汲む平成研究会に入会。
2002年には、例外的に夫婦の別姓を実現させる会の活動に参加。2003年、衆議院議事進行係に任命された。2004年12月7日に、TBSの同期入社でもあった瀬戸口克陽と結婚した。2005年の、郵政国会では投票を棄権し、直後の第44回衆議院議員総選挙においても自民党からの公認を得るために必要な郵政民営化賛成の誓約書になかなか署名をしなかったため、一時は無所属での出馬の可能性も取り沙汰された。しかし、最終的には誓約書に署名し、自民党の公認を受けて群馬5区で3選。
衆議院議員を務める傍ら、2005年9月、早稲田大学大学院公共経営研究科専門職学位課程に入学した。少子化について学び、2006年9月に修了した。同年に発足した安倍内閣において文部科学大臣政務官に任命された。2007年4月、群馬県高崎市内で記者会見を開き、妊娠を報告。同年9月23日の2007年自由民主党総裁選挙では不在者投票を行った後、25日に河野洋平衆議院議長に産休届を提出。男児を都内の病院で出産した。

### 内閣府特命担当大臣（男女共同参画・少子化対策）
2008年9月24日、麻生内閣が発足し、内閣府特命担当大臣（男女共同参画、少子化対策）として初入閣した（戦後最年少の34歳9ヶ月）。翌2009年（平成21年）2月、第2子の妊娠を発表し（閣僚の妊娠は史上初）、閣僚退任後の9月30日に第2子（次男）を出産。同年8月30日の第45回衆議院議員総選挙では自民党に逆風が吹き荒れる中で、9月の第2子出産のために本人不在の選挙戦を強いられたが、対立候補を大差で破り4選。
2010年7月の第22回参議院議員通常選挙は、当選した中曽根弘文（元外務大臣）の選挙対策本部長を務めた。元首相の福田康夫も選対トップの選挙対策事務長を務め、長年上州戦争で争ってきた福田赳夫、中曽根康弘、小渕恵三の実子3人が手を組んだ。同年11月、自由民主党こどもHAPPYプロジェクト特別委員会委員長に就任。2011年10月の党役員人事により、幹事長代理に就任。
2012年12月26日に発足した第2次安倍内閣で、財務副大臣（主税局、関税局、国際局を担当。また、参議院の答弁等の国会対応も行う）に任命される。この時、入閣を打診されたが固辞した。これに副総理に内定していた麻生太郎が「大臣をやって副大臣というのはいかがなものか」と述べたことに対し、小渕は「総理をやってから副総理をやっている人もいる」と切り返した。
2013年10月、財務副大臣を退任し、衆議院文部科学委員長に就任。

### 経済産業大臣

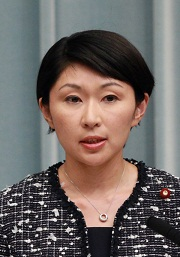
2014年9月3日、入閣時に内閣総理大臣官邸で記者会見（歳）

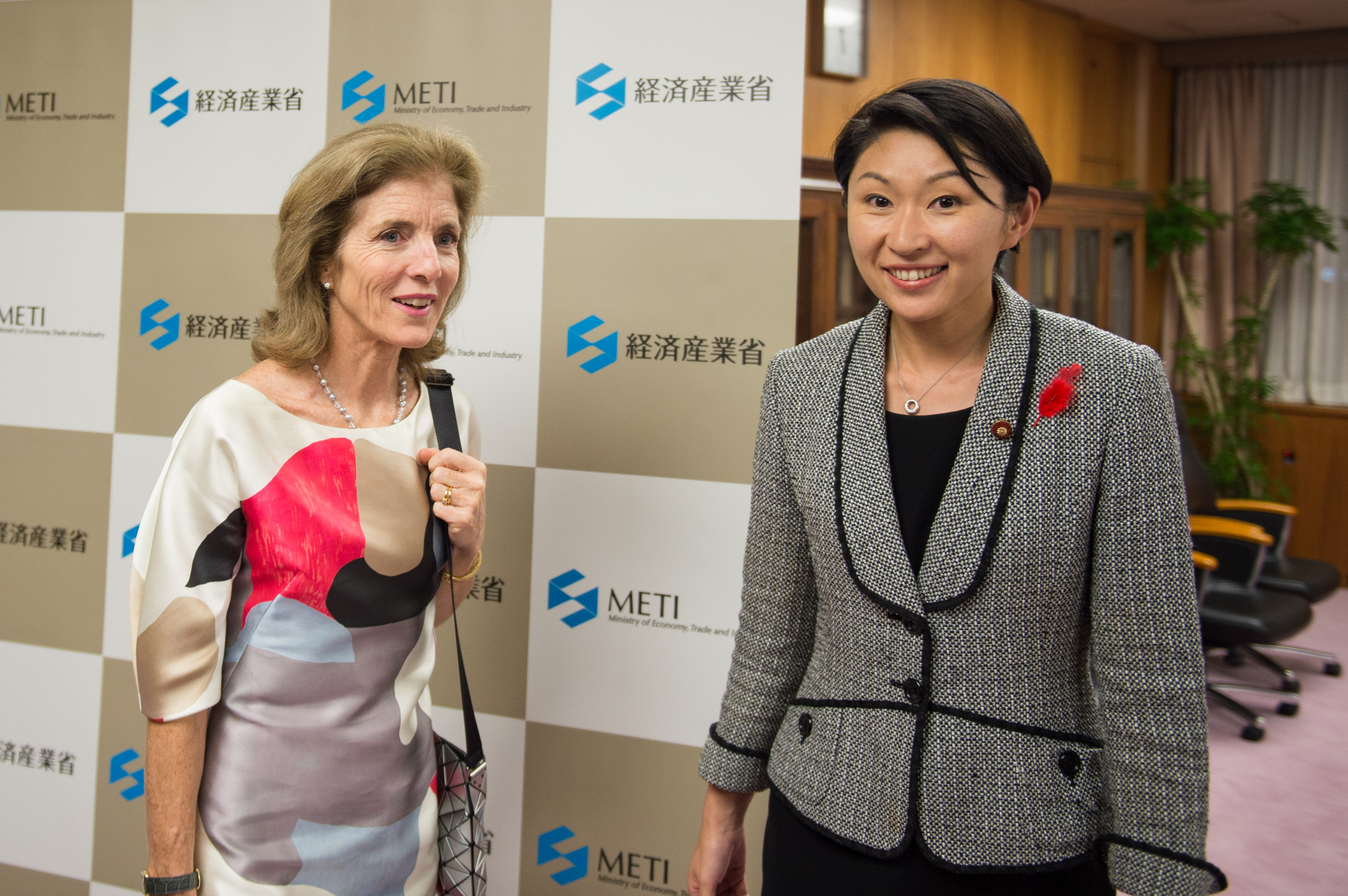
2014年10月14日、日本駐箚アメリカ合衆国特命全権大使キャロライン・ケネディ（左）と

2014年9月3日に発足した第2次安倍改造内閣で、経済産業大臣、及び内閣府特命担当大臣（原子力損害賠償・廃炉等支援機構）に任命。前身の通商産業大臣時代も含め、経産相ポストに女性で初めて就任した。日本の原子力発電所の再稼働や小渕の年齢・政界における人気を考慮した安倍の意向が強く働いたとされる。
同年10月16日、週刊新潮が小渕について政治資金規正法違反の疑いがあると報道。10月20日午前、記者会見で大臣辞任を表明し、同日付で辞任した。小渕の関連政治団体の会計を担っていた中之条町長の折田謙一郎も10月24日に町長を辞職した。10月30日には東京地検特捜部が折田の自宅や高崎市の小渕の後援会事務所などを家宅捜索した。
同年10月24日、小渕優子前経済産業相らが相続し、その後売却した東京都内の土地・建物に、小渕氏の母親が住み続け、土地・建物を所有する都内の公益財団法人にこれまで家賃を支払っていなかったことが報道された。恵三元首相の遺品整理のために、今年末まで母親の居住を財団に認めてもらっていたと説明したが、本人が財団の理事を務めていたこともあり、小渕氏への利益供与だとの指摘に事務所は否定した。実家はその後、母が退去し学生寮として改装された。
同年12月14日執行の第47回衆議院議員総選挙では自由民主党公認候補として立候補し、逆境の中で得票の7割維持という圧倒的な地元の支持で6度目の当選を果たした。当選から間もない12月19日、複数のハードディスクが家宅捜索前に電気ドリルで破壊されていたことが朝日新聞などの報道により明らかとなった。
2017年8月8日より党組織運動本部長代理。経産相辞任後、約3年ぶりに党要職に復帰。10月22日の第48回衆議院議員総選挙では野党の3候補を相手に圧勝で7選となっている。
2019年4月9日、自由民主党群馬県連の会長に選出される。女性の同党県連会長は初。
2021年2月26日、吉川元農林水産大臣の議員辞職を受けて自由民主党選挙対策委員長代行に就任。
同年10月1日、自由民主党組織運動本部長に就任。10月31日、第49回衆議院議員総選挙で8選。
2023年3月、自民党群馬県連会長選で、無投票で3選。
同年9月13日、自由民主党選挙対策委員長に就任（女性初）。
2024年1月26日、「党の『政治改革大綱』で党幹部は在任中、派閥を離脱することが掲げられている」などとして、茂木派に退会届を提出。
同年10月の第50回衆議院議員総選挙で9選。

## 政策・主張

### 憲法
- 憲法改正について、2021年のNHK、毎日新聞社のアンケートで「賛成」と回答[29][30]。

- 9条改憲について、2014年の毎日新聞社のアンケートで「賛成」と回答[31]。憲法9条への自衛隊の明記について、2021年のNHKのアンケートで「賛成」と回答[29]。

- 憲法を改正し緊急事態条項を設けることについて、2021年の毎日新聞社のアンケートで「賛成」と回答[30]。

### 外交・安全保障
- 敵基地攻撃能力の保有について、2021年の毎日新聞社のアンケートで回答しなかった[30]。

- 普天間基地の辺野古移設をめぐる政府と沖縄県の対立をどう考えるかとの問いに対し、2021年の毎日新聞社のアンケートで「政府が埋め立てを進めるのはやむを得ない」と回答[30]。

- 徴用工訴訟などの歴史問題をめぐる日韓の関係悪化についてどう考えるかとの問いに対し、2021年の毎日新聞社のアンケートで「政府の今の外交方針でよい」と回答[30]。

- 日本による過去の植民地支配と侵略を認めて謝罪した「村山談話」の見直し論議について、2014年の毎日新聞社のアンケートで「見直すべきでない」と回答[31]。

- 従軍慰安婦に対する旧日本軍の関与を認めた「河野談話」の見直し論議について、2014年の毎日新聞社のアンケートで「見直すべきでない」と回答[31]。

- 第2次安倍内閣が2013年に提出した特定秘密保護法案は同年12月6日に可決成立した[32]。「こうした法律が日本に必要と思うか」との2014年の毎日新聞社のアンケートに対し、「必要」と回答[31]。

- 2016年10月26日、JICA議連事務局長を務めている。理由として「議員秘書の時代から、海外で隊員と会うたびに隊員の頑張る姿に共感した」と話している。JICAボランティアとの懇談会にも頻繁に出席している様子がJICAウェブサイトに掲載されている。

- 「日中緑化交流基金」の植林事業に参加し、以後、何度も中華人民共和国に訪問した。「日中関係が難しい時期だからこそ、様々なレベルの交流によって信頼関係を作っていくべきだ」として、超党派若手議員団の団長として訪中した際、内閣総理大臣の安倍晋三が靖国神社を参拝したために、副首相との会談を中国側にドタキャンされたことについて、「大変残念だ。中国国民の感情が決して穏やかではないことに一定の理解はしていかないといけない」と述べ、安倍を批判している。

- 2023年3月に来日した韓国の尹錫悦大統領と菅義偉の会談が東京都内で実施された際、岸田文雄首相の希望により同席した。その会談では尹大統領は話しかけ、父恵三元首相と金大中元大統領が発表した1998年の日韓共同宣言に触れ、「25年前に先見の明を見せてくれた小渕恵三元首相への感謝を伝えたい」と述べた。この尹大統領の話しかけについて「関係改善に一層努力する」と返した[33]。

### ジェンダー
- 選択的夫婦別姓制度の導入について、2014年の朝日新聞社のアンケートで「どちらとも言えない」と回答[34]。2021年のNHK、毎日新聞社のアンケートで「賛成」と回答[29][30]。

- 同性婚を可能とする法改正について、2021年のNHKのアンケートで回答しなかった[29]。同年のニュースZEROのアンケートで「どちらともいえない」と回答[35]。「同性婚を制度として認めるべきだと考るか」との同年の毎日新聞社のアンケートに対し、回答しなかった[30]。

- クオータ制の導入について、2021年のNHKのアンケートで「どちらかといえば賛成」と回答[29]。同年の毎日新聞社のアンケートで「賛成」と回答[30]。

- 2013年9月、小渕は女性の活躍推進部会において、「今、企業では女性の活躍を真剣に議論していただいているし、女性は自らの働き方をどうするか大変に苦労していると思う。がんばって働いている女性には、あきらめることなく自分自身の選択した道を楽しみながら前に向かって歩いてもらいたいし、私も国会議員としてそれを応援していきたい。私たちの先輩世代が道を切り開いてくれたことによって、私たちの世代は少し楽に進むことができているが、それでもいろいろな苦労は残っている。私たちの世代ががんばれば次の世代は、さらに楽に家庭と仕事を両立できると信じている。」と語っている[36]。

- 2008年、農山漁村女性の日記念行事において「農山漁村での女性の活躍は目覚しいが、まだまだ子育てや介護などの女性への負担は大きい。指導的地位への女性の参画も重要。政府の取り組みだけでなく、農山漁村地域の女性一人ひとりの行動も大切。」と述べた[37]。

### 少子化問題
- 2009年、「ゼロから考える少子化対策プロジェクトチーム（PT）」を立ち上げる[38]。小渕は少子化対策担当大臣として、「結婚したくてもできない、あるいは、子どもを持ちたくても持てない。そういう方々が増えているというのが現実なのではないかと思います。私は、こうしたこの希望と現実のギャップを生じさせている当事者の皆さんの抱える悩みや不安を解消していくことが、少子化対策の鍵を握っていると考えています[39]」と語っている。さらに同年、9年3月の衆議院内閣委員会でも「未婚や晩婚化が大変進んでいること、また、その理由に、若者の雇用不安や経済的基盤の不安定さ、そうしたものがあるということをしっかり踏まえて、そうしたところにまでしっかり議論をしながら、少子化に歯どめをかけていく、総合的に考えていかなくてはならないと考えています。」と話し、子ども手当等経済的支援の必要性を訴えた[40][41]。
- 2018年3月29日自由民主党の財政構造の在り方検討小委員会中間報告にて、「子や孫の世代にこれ以上負担をのこさないことが大事だ」と述べ、現役世代の人口減少に応じて患者への医療給付を自動的に抑える新制度の導入などを提言した[42]。
- 2019年10月に開始された幼保無償化について、「子供を持つ親にとって大変ありがたいことだと思います。」としたうえで、「この取組と並行をして、待機児童対策、質の向上、そして人材の確保、こうしたことも重要であります。」と更なる子育て世帯の支援の重要性を指摘した[43]。
- 2021年、国政展望にて小渕は現在の少子化対策について「日本の最重要課題の少子化対策も、コロナによってさらに失速するだろう」と話し「コロナによって痛んでいる現役世代にいかに光を当てるのか、少子化への新たな切り口をつくらなければならない」とコメントしている[44]
- 出産費用が高額になっているとして「出産費用等の負担軽減を進める議員連盟」として提言書を首相に提出した。提言書では少子化の主要因の1つは経済的負担であると指摘した。その上で出産育児一時金を、最低でも基礎的な費用の上昇に見合う水準まで引き上げるべきだとした[45]。提言書の提出に際し、議連会長として首相官邸で報道陣に対して「妊婦さんの助けになるようなことはできないか」と語っている[46]。
- 少子化対策の一例として、出産費用支援の重要性を訴え、「費用を「見える化」し、安心して出産できる体制をつくっていく」とし、「財布のいらない出産」を目指したいと自民党の会合で発言した[47]。また2023年４月には、「この度、出産の保険適用という話が出てきています」「お財布のいらない出産を目標にこれからもみんなで力を合わせていければと思います」と語り、出産費用の負担軽減を目指す自民党の議員連盟として提言を取りまとめ[48]、首相官邸で岸田総理に提言書を手渡した[49]。
- 県市長会との朝食会に参加した際、県市長会側から、GIGAスクール構想に対しての財政支援等を求められた。その席でGIGAスクール構想について「子どもたちにとってパソコンがあるのは当たり前の環境になっていて、この後が続かないことはあってはならない。財政支援も含めて検討していきたい」と財政支援に前向きな姿勢を示した[50]。

### 働き方改革
- 男女共同参画について、これまでは女性の課題として捉えられてきたが、これからは、男性が変わる必要があるとし、子育てにおける父親の役割の大切さ指摘している。また、父親が育児に参加するために、男性の働き方を変え、ワークライフバランスを実現することが必要であると考えている[51]。
- 小渕は「これからの社会に必要なのは多様性です。単純に男性、女性とわけるのではなく、男女ともに柔軟で、多様な生き方と考え方ができるようになる必要があります。日本国民がそうした多様性を面白がれるようになっていかないとグローバル社会のなかで生きていくことはできません」と述べ、男女が互いを尊重すべきとしている[52]。
- 2023年2月、衆議院予算委員会で質疑に立ち、岸田総理に対して政労使会議を要望した。また自民党の組織運動本部長として党と業界団体との窓口を担っていることに触れ、「日頃から自民党に友好的な543ほどの団体と意見交換をしている」と話し、「物価高で苦しむ今だからこそ、全ての人にとって賃金が上がり、働きやすい環境をつくることは待ったなしだ」と述べている[53]。

### 社会保障制度
- 2019年に日本の社会保障制度について、「日本の国民の皆さんが安心を持って生活を営むことができる、そして社会の安定に大きく貢献をしてきたものと思います。」と評価をしたうえで、「我が国においては、社会保障の給付が、どうしても高齢者向け、医療、年金などに偏り、子育て世帯の支援というものが手薄であった」と言われていたことを紹介した上で、「三歳から五歳の幼児教育そして保育の無償化の取組というのは、まさに安倍内閣が掲げている全世代型社会保障制度、これの大きな第一歩であると考えています。」と述べている[54]。
- 年齢だけで線引きして考えることを止め、意欲ある高齢者の活用を進めることで社会保障を支える側となる人を増やすよう、2019年に国会質問で提言した[43]。

### 沖縄振興
- 沖縄県の首里城再建について、自民党の沖縄振興調査会の会長として、首相官邸を訪問し、首里城の早期再建に向け火災の原因究明と財政措置などに万全を期すことを求める決議文を安倍晋三首相に提出した[55][56]。
- 首里城正殿などを視察した。視察後、首里城再建に向けた予算に関し、従来の沖縄関係予算とは別枠で確保する可能性に言及した。「財源を含め、できるだけ早く首里城の再建ができるよう力を注ぎたい」と再建支援に前向きな姿勢を示した。その上で、「沖縄の予算は沖縄の予算として当然しっかり確保していく。皆で努力できればと考えている」と述べ、沖縄関係予算を圧迫しない形で再建支援の予算確保に努力する姿勢を見せた[57]。
- 自民党の首里城再建に関する委員会で、委員長を務め、「沖縄のみなさんの声をきかせていただいて、国会に持っていく、橋渡しの役割ができたらという風に思っています」と述べた上で「年度内に策定予定の行程表に意見を反映できるよう提言などを行っていきたい」と首里城再建への想いを語った[58]。
- 2020年3月、首里城再建に向けた提言をまとめ、提言では、政府が責任をもってあたることを要請し、「象徴的樹種の活用可能性を追求する」と明記した。また、再建の過程を県民や観光客が見られるよう配慮を促したほか、再発防止のため迅速な消火活動を可能とする設備を求めた[59]。
- 2021年度末に期限を迎える沖縄振興特別措置法について、沖縄振興調査会の役員会で「単純延長はない」との見方を示した一方で、「沖縄の未来の為に、投資をしていきたい気持ちは変わらない」とも述べ、前向きな姿勢を示した[60]。さらに、2021年5月19日玉城デニー知事から沖縄振興特別措置法の制定や沖縄振興一括交付金の拡充・強化の要請を受け取った小渕は「同じことを申し上げた。単純延長はあり得ないと。」と強い口調で語り、「（次期振興計画の議論は）降ってわいた話ではない。焼き直しみたいなものでは駄目だ。」と指摘し、復帰50年の節目に打ち出す目玉がないままの要請であったことを疑問視した[61]。
- 自民党本部に自民党沖縄県連本部が沖縄振興特別措置法の延長など、4項目の要望に訪れた際、沖縄振興調査会長として対応し、「国民の理解と納得を得られなければ、予算の延長も積み上げも難しい」と語った[62]。
- 沖縄県などに対して手厚い財政支援を行う根拠法「沖縄振興特措法」の期限が2021年度になっていることについて「単純延長はあり得ない沖縄だけ特別扱いを受けていることに、党内で『どうなんだ』という声がないわけではない」と指摘し、優遇措置の見直しを、要望に訪れた玉木デニー知事に示唆した[63]。
- 6月24日に開催した沖縄振興調査会の会合で「子どもの貧困」の問題が繰り返し議題になった。ヒアリングを終え。「原因がきちんと理解できているのかについて立ち返る機会になった」と語った[64]。
- 自民党の沖縄振興調査会が取りまとめた沖縄振興に向けた提言が2021年8月3日に自民党政調審議会で了承された。提言では、次期振興計画期間を10年とする記述が削除され、そのことについて、「10年前には想定できなかった課題が出てくる」とし、「期限を決めるよりも、迅速に対応できるようにしておいた方が良いとの意見があった」と理由を説明した[65]。新たな提言が了承された翌日の8月4日、首相官邸で菅総理に面会し、提言を手渡した。提言を受け取った菅総理は、「しっかり連携していきたい」と述べた。手渡した後、記者団の取材に応じ、「地元へのヒアリングで、尖閣や総合的な安全保障に関する声を数多く頂いた」と語った[66][67]。
- 沖縄振興調査会の役員会で、沖縄県が洋能するクリーンエネルギー導入支援に前向きな姿勢を示した[68]。
- 沖縄県が抱える問題について、「対処療法ではなく、問題の本質をしっかり調べて頂きたい」と是々非々の姿勢を示している[69]。
- 5次にわたる沖縄振興計画について、「本土復帰時に比べて県内総生産は約10倍、入域観光客数は約20倍に増加するなど一定の成果を上げる一方、依然として1人当たり県民所得の低さや子供の貧困問題などの課題が指摘されています。」と語り、成果があるとともに課題も残っていることを指摘している。また、令和3年8月に沖縄振興調査会が取りまとめた提言について、調査会をリモートも含めて17回開催し、地元の首長や経済関係者等を含めて34名から意見を伺ったことを明かしている。  その34名からの意見を通じて、共通していたのが「人材の育成」であるとし、提言の中でも教育・人材育成を沖縄振興の中心の1つに位置付けた[70]。
- 沖縄が日本に返還されてから50周年を迎えるにあたり、「歴史の節目にどう向き合うかは、次の世代を生きる私たちにとってすごく大事なこと」とその意義について語っている[71]。
- 2023年度の沖縄振興予算の概算要求が沖縄振興調査会に提示された際、会長として、概算要求の数字について「県、経済界、現場からいろいろな意見や要望を聞き、必要な予算を積み上げたなかでこの数字になった」と説明している[72]。
- 2022年4月、衆議院本会議で、沖縄の本土復帰50周年の決議案を読み上げた。自民党の沖縄振興調査会長の会長を務めて３年になるが、「父の時代は、沖縄を知らずして政治家にあらずといわれた。今は関心を持つ議員が少なくなっている」と危機感を募らせている。また政府と沖縄の関係についても「今政府と沖縄の隙間が広がっている。考えの違いはあってもコンセンサスを見つけることから進めたい」としている[73]。
- 沖縄県知事も出席した自民党の沖縄振興調査会で、2023年度の沖縄振興予算に関して「コロナ禍の中で沖縄経済はまだまだ大変なこともあるので、しっかりとサポートしていくために意見交換をしていきたい」と語った[74]。
- 内閣府が2023年度の沖縄関係予算を自民党の沖縄振興調査会に提示した。会合に出席した沖縄県副知事は予算案を歓迎する姿勢を示し、沖縄振興調査会の会長を務める小渕は、「地元からもいろいろな要請があった。皆さんの声を反映した数字になった」と語った[75]。
- 2024年12月、2025年度の当初予算案で沖縄振興予算が前年度より36億円減の見通しが明らかになった際、沖縄振興調査会の会長として記者団に対して「予算は規模ありきではなく、積み上げていくもの」と語っている[76]。

### 農業政策
- 2019年9月10日、群馬県下で拡がる豚コレラ対策として緊急要望を自民党県議団から受け取っており、「大変な危機感の中での要請と受け止めた。しっかりと養豚を保護しなくてはならない。」と述べ、国への働きかけなどに応じた。

- 米価の下落を受けて対策を要請された際に、「農業は生活の基本。課題は山積しているが、皆さんと一緒に乗り越えたい」と応じた[77]。日本の森林の持続可能な経営を着実なものにする為には中山間地、山村に活気ある社会を作っていくことが必要であると指摘し、特用林産物は、地域経済を支えるうえで今まで以上に重要な役割を果たすことが期待されているとしている[78]。
- コンニャク農家が８項目からなる支援を群馬県選出の国会議員に行った。県連会長を務める小渕は「中山間地域を守る上でコンニャク農家の果たす役割は大きい」とした上で「次世代につなげられるようにしなければ県としても大損失」と語り、中長期的な視点から議論を行う姿勢を示した[79][80]。
- 特用林産を通じた中山間地域の活性化について、「これからの国産材時代を迎える我が国の森林の持続可能な経営や身近な環境の維持、保全にも大きな貢献をするものと考えています」と語り、特用林産物の新興を目指す考えを示している[81]。

### 防災対策
- 群馬県の活性化に向けて重視する点を問われ、「人口が減る中、県民がいかに安心して暮らし、仕事をし、長生きできる環境を守り、整備するかが最大の課題。」とした上で、防災・減災対策が欠かせないものと述べた[82]。
- 2020年3月に完成予定の八ッ場ダムに関しては、67年の歳月をかけて完成したことは感慨深いとし、完成後は観光の要としてPRしていきたいとした。一方、忘れてはならないこととして、生まれ育った土地を手放した住民の生活再建を挙げ、しっかり後押ししなければならないと述べた[82]。
- 2020年11月月刊下水道でのインタビュー、視察にて。「下水道はただ単に汚水を流す施設ではなく、雨に対応している大事なインフラであることを国民の皆さんに認していただいた方が良い」と述べ、さらに群馬での取り組みとして渋川市で「頭文字D」の人気キャラクターを描いたマンホールを設置した取り組みを紹介。「このような取り組みを入り口に下水道に関心をもっていただき、理解度を高めていただくのも良いかもしれない」とコメント[83]。
- 2024年9月、国有林から土砂が流出し、地元で活用されている廃線敷きが被災した現場を視察した。市長、副市長からの説明を受け「人的被害がなくてほっとしたが、現場を見て思ったよりひどい状況。今後こうした豪雨の頻度が増していくことを考えると、山林を守るためには市だけでは難しく、しっかりとしたサポートが必要だと感じた。林野庁にも話をしたい」と語った[84]。

### コロナウィルス対応
- 2021年1月のインタビューで、「2020年を振り返って新型コロナウィルス対策に追われた1年だった。この感染症と向き合ったことで浮き彫りとなった課題は多い。デジタル化の遅れが明らかになり、しわ寄せが女性や弱者に及んだことで格差も広がった。マスクの国内生産が出来ないというサプライチェーンの脆弱さなどの課題も見えた。何より今後、ウィズコロナの時代をどう生きていくのか。それを創造することが政治に求められる大きな課題だ」とコメントした[85]。
- 2021年の総選挙に出馬した際、地元紙のアンケートに応え、新型コロナ対策としてのロックダウンの可否について、「厳しいロックダウンは日本にはなじまない」とした上で、危機管理の強化を主張している[86]。
- 小渕は2021年第49回衆議院議員総選挙にて当選確実速報時、「コロナ禍で観光業や飲食業、中小企業の方々がいろいろな影響を受けている。傷ついた経済を立て直し、元気な群馬をつくっていく」と8期目への決意を述べる[87]。
- 地元紙からの新型コロナウイルス対策と経済回復をどう行うかとの問いに対して、引き続き優先課題であるとした上で、「これまでの対応の検証や危機管理の抜本的な強化などをきちんと議論していく必要がある」と語っている。また、経済回復については「全国を巡った今回の選挙でも、経済対策を求める国民の声を強く感じた」と語り、分配に繋げる為にも成長を意識しながら経済を前に進めるとした[88]。

### 政治刷新
- 党の政治刷新本部の中間報告で盛り込まれた選挙や政治資金制度などを学ぶ機会として党の中央政治大学院が2024年3月、「背骨勉強会」を開催した。この勉強会について、「派閥に代わる教育の場が必要だ」との考えを示し、賛同している[89]。
- 派閥の政治資金裏金事件に関し、党が下した所属議員への処分について、国民の理解は十分に得られていないとの認識を示している[90]。
- 2024年7月、京都市内で開かれた政治刷新車座対話において「自民党を解体する、出直しするような思いでやっていかなくては国民の信頼をいただくことはできない」と語り、次期衆院選について「正念場の戦いになる」と危機感を表明した[91]。同7月、福井市で開かれた会合に出席し、総裁選について「自民党が新しいステージで頑張っていく、変わっていくということを見せる再生のチャンスだ」と指摘し、その上で「党には老壮青、女性と優秀な人材がたくさんいるので、堂々とどういう党改革や政治改革をしていくのか論戦を行う必要がある。こうした姿を見せることができなければ党の再生はないというぐらいの緊張感や危機感を持たなければならない」と述べた[92]。

### その他
- 「原子力発電への依存度について今後どうするべきか」との問題提起に対し、2021年のNHKのアンケートで「現状を維持すべき」と回答[29]。

- 10％の消費税率について、2021年の毎日新聞社のアンケートで「当面は10％を維持すべき」と回答[30]。

- 森友学園への国有地売却をめぐる公文書改竄問題で、2021年5月6日、国は「赤木ファイル」の存在を初めて認めた[93]。しかし5月13日、菅義偉首相はファイルの存在を踏まえた再調査を行わない考えを報道各社に書面で示した[94]。9月の自民党総裁選挙で総裁に選出された岸田文雄も10月11日、衆議院本会議の代表質問で再調査の実施を否定した[95]。国の対応をどう考えるかとの同年の毎日新聞社のアンケートに対し、「これ以上、調査や説明は必要ない」と回答[30]。

- 「『道徳』を小中学校の授業で教え、子供を評価することに賛成か、反対か」との問いに対し、2014年の毎日新聞社のアンケートで「賛成」と回答[31]。

- 2017年12月27日に日経ビジネスインタビューで2020年東京オリンピック・2020年東京パラリンピックを水素関連の製品・技術を輸出するための「水素ショーケース」としたいと考えを表明し、小池知事との連携も視野に入れていることを述べた。

- ハンセン病家族補償法が成立した際に「法律が成立したことは感慨深くほっとする思い。人権尊重の重要性を次の世代にしっかりと伝えていかなくといけない」と述べた[96]。

- 自民党で財政規律を重視した政策を推進する「次世代のための財政戦略検討小委員会」が立ち上げられ、その小委員会委員長に就任した。当該小委員会は、総裁の直轄組織である財政健全化推進本部の下部組織として発足。開かれた初会合では「次の世代のことを考えて議論していく」と語った[97]。
- awa酒振興議員連盟の発足の際、「世界から求められる日本酒を造ってくれている。いかにPRするかが大切」と意気込みを述べた[98]。
- 2018年5月29日のこんにゃくの日に行われたこんにゃく対策議員懇談会では事務局長を経て代表世話人を務め、「群馬をはじめとする国会議員が力を合わせて消費拡大を図りましょう」と挨拶を行うなど、こんにゃく振興に力を入れている[99]。

- 衆議院予算委員会で質問に立った際、菅総理が掲げる「自助・共助・公助・そして絆」について、全世代による持続可能な社会保障制度の構築につながると指摘している[100]。
- 緊急事態宣言を受けて、下村政調会長と面会し、コロナ禍で売上が減少した県内事業者等も、政府の支援対象に含めるように要望し、小渕は、県連会長として、群馬県が、緊急事態宣言の対象地域と交流も深い地理的な環境であり、県経済も大きな打撃を受けていると説明した[101]。
- 菅義偉首相が退陣を表明した際に、「国難とも言うべきコロナ禍において、先頭に立って日本を引っ張っていくことは大変な苦労と心痛があったと思う」と述べた上で、「国民が不安を抱えている今、政治空白をつくることがないよう、自民党として引き続き責任を果たしていきたい」と語った[102]。
- 上信自動車建設促進期成同盟会の会長として、県と共に財務省を訪問。財務副大臣に道路事業の予算の継続的な確保などを求める要望書を手渡した[103]。2023年7月、上信自動車道建設促進期成同盟の総会が開催され、あいさつを行った。その挨拶で「（期成同盟会は）早いもので39年目。少しずつ形ができてきて皆さんから喜ばれる道路となっているが、まだ課題も山積している」として「しっかり長野県側に道を引き継いでいきたい」と語った[104]。また2024年9月、自民党本部で開かれた上信自動車道建設促進期成同盟会の総会で、「近年の災害を見ても道路は暮らしの命綱。一日も早い開通に向け全力尽くしたい」と挨拶を行った[105]。2025年4月、国土交通省が2025年度の予算配分を発表し、上信自動車道について嬬恋バイパスの12キロが新たに「整備区間」に格上げされることになった。このことを受けて「関係者の熱意のたまもので群馬県にとって大変喜ばしい。引き続き全線供用の早期実現を求めていきたい」とコメントした[106]。また4月14日には、群馬県知事らとともに国土交通省を訪問し、国交相に感謝の意を伝えた[107]。
- 自民党の2022年の運動方針を策定する起草委員会の委員長を務めた。その起草した2022年運動方針では、党勢拡大について、連合との協調姿勢を新たに書き込み「連合並びに友好的な労働組合との政策懇談を積極的に進める」とした。また、参議院選について「最大の政治決戦」と位置付け、全国32の1人区を制することを「最重点」とした。重点政策として、新型コロナウイルス対策、新しい資本主義により日本経済の再生、経済安全保障の強化など11項目の取り組み方針を詳述した[108][109]。2022年運動方針案を決定し会見を開いた際、連合との関係について問われ、「賃上げを含めて同じ方向性で一緒に力を合わせられる」と指摘した上で、「積極的に政策懇談を進められるのが大事ではないか」と説明した[110]。なお、連合が参院選の基本方針を発表した当日の夜には、連合の芳野友子会長と会食をしている[111]。また、ウクライナへのロシアの侵攻を受けて、当初の運動方針案にはなかった「国際秩序の根幹を揺るがしかねないウクライナ情勢の緊迫化」との文言を追加した[112]。
- 自見はなこ女性局局長から令和3年ブロック会議を踏まえた要望書の申し入れを受けた。その申し入れの際、「皆さまの女性局での声を党として反映できるように努めていきたい」と決意を示した。
- JU中販連の設立50周年記念式典に参加し、来賓として壇上に登り、父小渕恵三元総理が「中古車議連」の事務局長を務めていたことに触れ、「これまでの経験や実績を踏まえて、皆様方にはこれからもしっかり地域社会、日本の社会を支えて頂きたいと思います」と祝辞を述べた[113]。
- 自民党と労働組合のナショナルセンターである連合の接近について、水面下で芳野会長との会談を重ねていたと報じられている[114]。
- 全国社会保険労務士政治連盟の機関紙「全国政連」にメッセージを寄せ、新型コロナウイルス感染症の拡大を受けて、特に中小企業・小規模事業者への影響が深刻であることに触れ、「各種助成金等への相談並びに支援を通じ、一人でも多くの事業者が経営を維持、存続できるように適切なアドバイスをお願いしたい」と全国社会保険労務士政治連盟に呼びかけを行った。また、新型コロナウイルス感染症の拡大によって、企業、社会でも様々の問題が露呈しているとし、改めて社会保険労務士の果たす役割は大きく、そして重要であることを再認識したとも語っている[115]。
- 水素社会推進議員連盟として経済産業省を訪問し、水素社会推進法の制定を経済産業大臣に求めた。その際に日本の現状について「日本が世界で一番進んでいたが、追い付かれている」と語り危機感を示している。この提案について経済産業大臣は「しっかりと検討したい」と応じている[116]。
- 自民党の令和5年度運動方針案の策定にあたって起草委員長を務めた。運動方針案では、連合や友好的な労働団体との関係について政策懇談等を通じて連携を強化すると明記した。この連携強化について記者会見で「一歩踏み込んだ形で書かせてもらった」と説明している[117][118][119]。
- 自民党員が2年ぶりに増加したことについて「統一地方選を前に地方議員候補が党勢拡大に取り組んだことが要因だ」と党員増加の要因について語っている[120]。
- 2023年5月、経済産業省とトヨタ自動車やいすゞ自動車の商用自動車開発連合などが水素燃料電池トラックの試乗会を開催した。この試乗会について自民党水素社会推進議員連盟の会長として「現場の声を聞きながら水素社会の実現を目指したい」と語った[121]。
- 2023年7月、山本一太知事が再選をしたことについて、県連会長として「山本県政の実績が高く評価され、県民幸福度向上や新群馬の創造をうたった公約も広く支持を得た。」と語り、「真に必要な政策実現に向け連携して取り組んでいきたい」とした[122]。
- G７外相会合へ出席するために訪日したカナダのジョリー外相と党本部で会談した。この会談はジョリー外相からの要望を受けて開かれたもので、今後の二国間関係の構築に向けた信頼醸成を図った[123]。
- 2024年2月、各界の有識者が参加する「令和国民会議」、通称「令和臨調」の会合が開催され、与野党の国会議員でつくる「超党派会議」の代表世話人として出席し、政治改革や社会保障、人口減少などに取り組む4つの部会を設けて、議論を始めることを明らかにし、「与野党の立場を超えて次の世代に何を残さなければならないのか、覚悟と責任、使命感を持って結論を導き出したい」と語り、意欲を示した[124]。
- 温泉文化の国連教育科学文化機関（ユネスコ）無形文化遺産への登録に向けての要望活動を受けた。その際、「日本独特の文化が世界向けて広がっていくといい。評価、代名詞も必要で、しっかりやっていきたい」と前向きな姿勢を示した[125]。
- 2024年8月、自民党総裁選に岸田総裁が出馬しないことを表明したことを受け、記者団に「首相・総裁を十分に支えられず大変申し訳ない」と語った。また「しっかりした政策論争をする総裁選ができなければ自民党の再生はない」との認識も示した[126]。
- 石破内閣の顔ぶれについて「各々の分野に精通した方がなられた。喫緊の課題を着実に対応していく布陣になったと思う」と評価した[127]。
- 岸田総理から石破総理に代わり、選対委員長を退任し、組織運動本部長に就任した。「選挙も間近に迫っている。自民党の組織・団体、地方の組織、女性局、青年局全ての力を結集してしっかり態勢を整えたい」と抱負を語っている[128]。

## 人物・エピソード

### 自民党時代その他
- 2021年10月、自民党岸田文雄総裁が新執行部を発足させ、小渕は自民党組織運動本部長に就いた。小渕は「党勢拡大、そして500を超える友好団体と活動を強化しながら、選手で勝利を頂けるよう頑張る」と抱負を述べた[24]。
- 2021年自民党総裁選挙が告示された9月17日時点では小渕は「4人の候補者それぞれの主張、政策を聞きながら決めていきたい」と支持候補を検討中であった[129]同年9月18日、小渕は群馬県富岡市で開かれた自身の後援会会合後、上毛新聞の取材に応じ岸田文雄を支持することを明らかにした[130]。
- 2021年9月29日自民党総裁選挙は東京都内のホテルで投開票され決選投票で決着し、岸田文雄を第27代総裁に選出した。2度とも岸田に投票した小渕は「2回の投票でいずれも勝利したのが大きい」と岸田が完勝したことを評価した[131]
- 2021年7月、竹下派の会長である竹下亘会長が政界引退を表明したことを受け、後継者選びに注目が集まっていた。産経新聞では将来の候補者として、小渕の名前が挙げられた。8日の派閥会合では役員以外で唯一発言し「いまこそばらばら（行動）するのではなく一致団結しよう」と訴えた[132]。その後、会長には茂木敏充が就任した。
- 2021年3月自民党大会後、「新型コロナウィルス感染拡大の収束、そして地域の活性化を第一課題とし、政治の安定のために訴えていきたい」と話した[133]。
- 小渕は議員となるきっかけとして「秘書としてイギリスにいる間に、父が倒れたとの連絡をうけました。すぐに帰国して、いざ空港に着いた時に日本の新聞を見てみると、父は昏睡状態と書いてあり「後継は優子氏」とも書いてありました。秘書として働いて1年が経過した頃に、2000年の夏に開催予定だった沖縄サミットに向けて、イギリスへ行って勉強をする決心をします。政治家の家に生まれ、父の仕事をずっと見てきたことで、議員の大変さや責任の重さはよく知っていました。だからこそ、議員への道は全く考えていませんでしたし、世襲議員は他の人の機会を奪ってしまうために良くないとも思っていました。そして政治家になることは、大きな責任を伴うものですから正直言って怖いし、もっと楽な道もあるかもしれないと思いました。けれども、ここで政治家になることを選ばない選択をすることは、逃げてしまう事だと思ったのです。たくさん考えた末に、この人生最大の選択に終止符を打ち「継ぐ」決断をしました。そうして、父と同じく、私は26歳で国会議員となったのです。」と話している[134]。
- 「政治家は人から信頼されることが大切」と考え、「どんなに小さな声にも耳を傾け、光をあてる。それが政治の原点と思った」と語っている[135]。
- 身長168cm。
- 中学時代は演劇部に、高校、大学ではゴルフ部に所属していた[7][136]。
- 小渕優子は本名。結婚時に夫が小渕姓に変えた[137]。
- 国会議員として最長の98日の育休記録を持っている[138]。
- 中曾根康弘元首相の死去を受け「上州戦争」とも呼ばれた激しい中選挙区時代の選挙戦に触れて話をしており、切磋琢磨していたことを回顧しつつ、中曽根元首相には「お聞きしたいこと、学ばせていただきたいことは多々あった」と悼んだ[139]。
- 貴乃花の御縁会発起人としても名を連ねており、貴乃花政界進出に関する話題の素となった[140]。
- 「日本酒を愛する女性議員の会」幹事長を務めるなど[141]、無類の酒好きとして知られており、野田聖子（同会会長）は小渕がバーボン・ウイスキーをラッパ飲みする姿を目撃している[141]。地元の業者に頼んで自身の写真入の「小渕ワイン」なるものを作成し慶事に贈っている[142]。
- 大正琴準師範の資格を有する[143]。
- 好きな言葉は「誠実、謙虚」[2][144]。
- 日中国会議員書画展へ書画を提供している[145]。
- 群馬県女性歯科医師の会顧問を務めており、特に子育てにも関わることの多い方々が歯科医師として活躍することは口腔状況から育児の問題などを発見することにも繋がっていると評価しており、育児しながら働ける環境を駆逐していきたいとし、「女性歯科医師さんたち、すごくいいですよね。みんな強くてカッコいい。」と発言している[146]。
- 2020年、突然の安倍晋三辞意表明に対して「大変残念に思うが、国民の生命を預かる総理として判断されたのだと思う。政権奪還から7年8ヵ月、大変難しい時代に日本を力強く引っ張っていただいたことに感謝したい」とねぎらった[147]。
- 菅義偉の首相就任が決まり、小渕は「民意をしっかりと受け止め、一致団結して山積する課題に取り組みたい。新型コロナの感染予防対策と社会経済活性化を両立し、国民と県民の安全と健康を守っていただきたい。」とコメントする[148][149][150][151][152]。
- ムジカノーヴァインタビューにてピティナ副会長への就任について「国会議員になって21年になりますが、音楽関係の役職のご依頼は初めてで、実は少し戸惑いもありました。ですが、ピアノは3歳から大学生まで続けて大好きでしたから、これもご縁かなと思い、喜んでお受けすることにしました。」とコメントしている[153]。
- 9月に亡くなった竹下亘元復興相が将来の首相候補として名前あげ、目をかけ続けたことについて、「ご期待をいただいたことは十分に承知しており、応えていかなければなりません」と語っている[154]。
- 第49回衆議院議員総選挙では、自民党の組織運動本部長として各候補者の応援演説を行った。その中で、世襲の新人候補者を応援した際に、世襲について「世襲批判は受け止めなければならないが、簡単な世界ではない。いばらの道、厳しい世界だ」と理解を求めた[155]。
- 2021年9月に死去した竹下亘元復興相の追悼演説が衆議院本会議で行われ、その演説で、竹下元復興相について「いつも私の前に竹下先生がいた。兄であり父であり政治の師だった」と語り、「将来を見据え優しさと信念を持って進む政治家がこの世を去られ、言葉では言い尽くせない悲しみと無念さを覚える」と述べた[156]。
- 第49回衆議院選挙後、平成研究会の事務総長を務めていた山口泰明から後任の事務総長に推されていた[157]。
- 第26回参議院議員通常選挙の選挙結果について、中曽根弘文の人柄と実績が評価された結果とし、「山積する国内外の難題に対処するため、「自公政権の要」として、より一層活躍していただきたい」と語っている[158]。
- 衆議院の小選挙区を「10増10減」する改正公職選挙法が成立したことにより、各選挙区の調整が必要になった。その調整を担う小選挙区支部長選任委員会のメンバーの1人に任命された[159]。
- ブラジルの新大統領就任式にあわせて、政府の特派大使としてブラジルを訪問した[160]。就任式の他、開拓先没者慰霊碑への献花、日本館の視察、群馬県人会会館訪問、ブラジル日本移民史料館の視察等を行った[161]。
- 地元紙のインタビューに応じ、2022年を振り返っている。同年行われた参議院議員通常選挙について、安定した政治への支持を頂けた結果と受け止めていることを明かし、力を入れたことについては、組織運動本部長として地方の状況を把握するように努め、同時に多くの人の声に耳を傾け、見えてきた諸課題に国会として対応すべく取り組んできたと語っている。また2023年の課題を問われ、世界の安全保障環境や物価高騰を上げ、経済情勢などを注視しながら対処しなければならないという認識を示した。新型コロナウイルスへの対応については感染拡大を警戒しながら、地元経済が盛り返していくような支援を行いたいとの考えを示した。地元課題については、国土強靭化や防災減災対策の面から社会基盤の整備が重要だとしている。地元の群馬県でG7の閣僚会合が開催されることから、「本県の魅力を海外に発信する好機になるといい」とも語っている[162]。
- 後援会の総連合会の元会長のお別れの会に出席し、「政治家『小渕優子』の育ての親はまぎれもなく柳沢先生」と述べ、個人を偲んだ[163]。
- 2023年3月、県連会長として「戦後最大級の難局に立ち向かうには政治の安定が必要。この天王山、一丸となって勝利をつかむ」と意気込みを語っている[164][165][166]。
- 任期満了に伴う県連会長選で、無投票で3選を決めた。その後「責任の重さを痛感しております。最大の目標は統一地方選での我が党の勝利です」とコメントを発表した[25]。
- 2023年4月、母・小渕千鶴子の表千家同門会群馬県支部長退任に伴い、自身が同支部長に就任した[167]。
- 2023年6月、自らの政治資金パーティーで青木幹雄元官房長官との思い出を振り返り、「ご指導に恥じない仕事を一生懸命していきたい」と語った。同パーティーに出席した森喜朗元首相は「小渕氏を華やかな舞台にもう一度登場させたい」と語り政権の重要ポスト就任への期待を示した[168]。また木原官房副長官から「世界では若い世代がリーダーとして働いている。小渕さんにも先頭に立っていただかねばならない」、青木一彦参議院議員からは「女性初の首相になってもらわなければならない。ガラスの天井を突き破ってほしい」と今後の活躍への期待の声が上がった[169]。
- 組織本部長室に地方組織議員総局長と共に自ら揮毫した看板を設置。看板を設置した際に、自ら揮毫したことについて「全国活動を預かる部署、その看板を手掛ける重責を感じながら書かせて頂いた」と語った[170]。
- 2023年10月、産経新聞の単独インタビューに応じ、過去の政治資金問題について、説明責任を果たしたとの考えを示した上で「引き続き反省し、必要なら今でも答える」と述べた。また選対委員長として、「いつ首相が解散しても戦える態勢は出来ている」とも語った[171]。
- 2023年11月、時事通信のインタビューに応じ、自民党が女性国会議員を3割まで引き上げる目標を掲げていることについて問われ、「仕事と家庭を両立していく中で、私が経験したことであれば、いくらでも教えようと思うし、党としてサポートできることはしたい」と語った[172]。
- 2023年12月、都内で行われた講演で、自民党の派閥の政治資金問題を念頭に「しっかり皆様からの信頼を取り戻せるよう、一つ一つ政治の場でお返しをしていかなければならない」と語った[173]。
- 産経新聞のインタビューで野田聖子氏は、小渕について「彼女は彼女でできることをやっている。それに尽きる。もう少し過去にこだわらず、今の彼女を見てもらいたい」と語っている[174]。
- 平成研を退会し、総務会長に退会の報告を行った際、「党所属の国会議員の7割が無派閥になった。自分も選対委員長としてフラットな立場で仕事をしたいとの思いで決断しました」と退会理由を語っている[175]。
- 日本特用林産振興会主催の第36回きのこ料理コンクール全国大会が行われ、表彰式で「食べて喜んでくれる人の顔を思い浮かべながら、愛情を持って料理を作ってくれた。料理を通じ人の心を豊かにしていってほしい」とあいさつを行った[176]。
- 2024年3月に行われた熊本県知事選挙で自民党が推薦する候補が当選確実となった際、「幾度も選挙を経験してきた相手候補との知名度の差を乗り越えて得た勝利の意義は大きく、我が党の今後の選挙に向けた弾みになる」とのコメントを発表した[177]。
- 2024年6月、沖縄県議選で公認候補20人全員が当選したとしてコメントを発表した。「逆風の中、歴史的に党勢が最も厳しい沖縄で勝利を挙げた意義は極めて大きい。県政への影響のみならず、全国各地の選挙に大きな弾みになる」とし、党勢回復につなげたいとの期待感を示した[178]。
- 2024年10月に行われた第50回衆議院議員総選挙で9回目の当選を果たした。当選確実が伝えられた際、高崎市内の会場で集まった支持者らに「皆さまの血と汗と涙の結晶で勝利を頂けた」と感謝を述べると同時に「国民の信頼がないところに政治を前に進めることはできない。党と政治の改革に取り組んでいく」と語った[179]。

### 政治刷新車座対話
- 2024年5月、大津市で開かれた自民党政治刷新車座対話で、自民党を取り巻く状況について「政権交代の時、あるいはその時以上の厳しい風が吹いている。相当の危機感を持って党改革をしていかなければならない」と語っている[180][181][182]。
- 2024年5月、宮崎県連の定期党大会に出席した際には「一人ひとりの皆様ともう一度向きあわさせていただいてもう一度、自民党を信頼するよう頑張ってほしいと言っていただける体制を整えていけるようしっかりやってまいりたい」とも語っている[183]。また政治刷新車座対話を実施し、会合では「党の認識が甘く、あきれている」などと批判が相次ぎ、会合後、記者団に対して「現場の怒りの思いだ。心に刻み、次の改革に生かしたい」と述べた[184]。
- 2024年5月、松山市で開かれた政治刷新車座対話では、出席者から「このままでは今年の党費を払えない」等の党員の声が伝えられ、会合後の取材に「貴重な声をしっかり心に刻んで党の改革に生かしたい」と語った[185]。
- 2024年6月、青森市内で実施された政治刷新車座対話で「「皆様方が日頃から丁寧に政治活動をしていただいている中、皆様方のそうした思いを裏切るような形になってしまっていること、大変なご迷惑やご苦労をおかけしていること、本当にこの場をお借りして、執行部の一人として心からおわび申し上げたいと思います」と冒頭の挨拶で陳謝し、「襟を正し、一から出直す気持ちだ」と語った[186][187]。
- 2024年6月、盛岡市で開かれた政治刷新車座対話では、岩手県連から総裁選における党員票の比重を拡大するように求める要望書を受け取った。その要望に対して「党改革の１つとして取り上げたい」と検討する姿勢を示した[188]。

### 統一教会との関係
- 2021年12月4日、「こども庁」の名称に対して、山谷えり子参議院議員らが「こども家庭庁」への変更働きかけ運動の拠点のひとつにしていた全国教育問題協議会が、「こども庁を蝕む『家庭』解体派に警鐘を　全教協役員会」という記事を公式サイトで更新した。そこには「小渕優子自民党組織運動本部長、義家弘介衆議院議員、山谷えり子参議院議員、有村治子参議院議員、上野通子参議院議員、石橋林太郎衆議院議員が教育問題で直面する課題と国会での活動内容について熱い思いを伝えました。」と掲載されていた[189]。この日の会合には、全国教育問題協議会の事務局長を務めていた国際勝共連合幹部も出席していた[189][190]。

## 不祥事・批判

### 献金問題
公用車運転委託業務の入札にまつわる談合疑惑を持たれている企業の1つである日本道路興運 から2000年（平成12年）から2004年（平成16年）まで計204万円、同社の前社長からも100万円の献金を受けていた。2009年（平成21年）6月23日に、小渕の事務所は産経新聞の取材に対し、献金を返還する意向を明らかにした。

### 政治資金規正法違反事件
2014年10月16日、週刊新潮が政治資金規正法違反の疑いがあると報道。地元の支援者らが参加した東京・明治座での「観劇会」に関し、「小渕優子後援会」「群馬県第5選挙区支部」「自民党群馬県ふるさと振興支部」など4つの政治団体の2005年～2013年の政治資金収支報告書で、収入より支出が大きく上回り、差額が計6千万円を超えていたことが判明した。また、衆院選のあった2012年の収支報告書には、観劇会の収支の記載自体がなかった。10月20日、小渕は記者会見し大臣辞任を表明。「第三者的視点で、収支を弁護士や税理士などに調査してもらう」と述べた。小渕の関連政治団体の会計を担っていた中之条町長の折田謙一郎も同日、町議会に辞職願を提出した。10月24日、町議会は臨時会を開き折田の辞職願に同意した。10月30日、東京地検特捜部は折田の自宅や高崎市の小渕の後援会事務所などを政治資金規正法違反容疑で家宅捜索した。
同年12月14日の衆院選で小渕は無事6選を果たすが、12月19日、朝日新聞の報道により、複数のハードディスクが家宅捜索以前に電動ドリルで破壊されていたことが明らかになった。以後、「ドリル優子」の異名が定着した。
2015年4月28日、東京地検特捜部は折田ら元秘書2名を政治資金規正法違反の罪で在宅起訴した。2015年10月9日、東京地裁は折田前町長に禁固2年、執行猶予3年、元秘書には禁固1年、執行猶予3年の有罪判決を言い渡した。2015年10月19日、第三者委員会（委員長・佐々木善三弁護士）が会見を開き、事件の調査報告書を公表。ハードディスクが破壊されたことについては、「ハードディスクの入った機器が壊れたためパソコン販売業者に出し、業者が処分のためドリルで穴を開けた。データは別に保存してあり、捜査に支障はなかった」と調査結果を説明した。2015年10月20日、後援会幹部と自民党県議の合同会議で、小渕本人が事情を説明した。その後、本人が記者会見を行った。
2023年9月、自民党の選挙対策委員長に就任したが、政治資金問題でSNSなどでは批判が相次いだ。政治資金問題について女性自身が小渕事務所に尋ねたところ、「未だに誤解をしている一部週刊誌がある」と指摘し、捜査においては証拠隠滅工作により証拠の確保に支障を生じたということは確認されていないこと、また裁判でも証拠隠滅があったとの認定はなかったと説明している。
また事件について2015年10月、調査を委託していた第三者委員会が都内で記者会見を行い、ハードディスクの件については調査報告書の中で、独立した項目が設けられ、調査結果が記載されているとしている。
その調査結果では「パソコンがサーバーにつながらなかったり、つながっても切れてしまうという不具合があったところ、異音がしたり動作が止まったりしてしまうなどの状況悪化が生じたので、事務所の秘害がパソコン販売業者に連絡したところ、販売業者が同事務所を訪れサーバーの状態を確認し、サーバーを新品に交換した方がよいという結論になり、同事務所のパソコン1台のハードディスクにバックアップをとり、販売業者にサーバーの処分を依頼した。その後、地検からパソコン等の提出を求められたので、「サーバーは壊れたため、業者に引き取ってもらった」旨説明するとともに、販売業者にサーバーを持参してもらったが、すでに同業者によってサーバー内のハードディスクにドリルで穴が開けられた状態だった。そこで、サーバーをそのままの状態で持参し、地検に提出したと認定しています。」と事実が認定されていると女性自身の質問に回答を寄せた。
政治資金規正法違反事件が発覚した翌2015年以降も、政治資金を自身のファミリー企業に約1400万円、さらに有罪判決を受けた元秘書が取締役の会社に約1200万円を環流させていた。

### 父・恵三元首相の政治団体から1億4900万円の政治資金を非課税で相続
父・恵三元首相の死後、恵三の資金団体から、複数の政治団体を迂回させる形で、約1億5千万円の政治資金を受け取っていたことを、2023年9月に週刊文春が報じた。小渕の資金管理団体「未来産業研究会」は、恵三の資金管理団体「恵友会」など複数の政治団体を迂回させる形で、計1億4900万円の政治資金を受け取っていた。
政治資金問題に詳しい日本大学の岩井奉信名誉教授は、「一般人であれば、相続には相応の税率（例えば、受取額が1億円超から2億円以下は40％）がかかります。ところが政治家の場合、政治団体を経由すれば、実質的に非課税で多額の資金を相続できる。相続税や贈与税は一切かかりません。こうした資金移動は、税務署の管理も行き届かない"聖域"になっています」と解説した。
小渕の事務所は文春の取材に対し、「政治団体の政治資金は、当該政治団体の政治活動の原資であり、個人の相続財産とは異なりますので、ご指摘は当たらないと考えます」と回答した。

### Dappi事件
旧ツイッターで立憲民主党に対するデマと誹謗中傷を拡散していた正体不明アカウント「Dappi」によるデマ投稿で名誉を傷つけられたとして、立憲民主党の小西洋之、杉尾秀哉両参院議員が東京都内のIT企業ワンズクエストを相手取り損害賠償を求めて提訴した。東京地裁は判決で「企業が業務として投稿していた」と認定し、原告勝訴の判決が2023年11月に確定した。
この「Dappi」を業務として運営していたIT企業『ワンズクエスト』に、小渕が代表を務める政治団体「未来産業研究会」がホームページメンテナンスなどの名目で、ワンズクエストと取引を続けていたことが政治資金収支報告書から確認されている。
週刊文春によれば、自民党東京都支部は2014年から2019年にかけて約565万円をワンズクエストへ支払ったほか、小渕優子の資金管理団体「未来産業研究会」が2011年以降に約194万円をワンズクエストへ支出していたという。
- 訴訟が提起がされたのは2021年10月だが、少なくとも2022年まで、「未来産業研究会」はワンズクエストと取引を続けていた。

- 「未来産業研究会」は、前述の計1億4900万円の政治資金を非課税で受け取っていた団体である。

デマ投稿で誹謗中傷されていた小西議員は自身のＸ（旧ツイッター）に「驚いたが、Dappiの正体であったワンズクエスト社と自民党議員らとのこうした密接かつ継続的な関係は、Dappiのツイッター投稿業務の資金提供の黒幕が自民党そのものであることを示しているのではないだろうか？」とコメント。杉尾議員は「私と小西洋之議員が名誉毀損裁判で勝訴したDappiの会社『ワンズクエスト』に、提訴後も小渕氏側が仕事を発注していたとの報道。到底看過できない」と投稿した。
　　事件の詳細はDappiを参照

## 所属団体・議員連盟
- 自民党たばこ議員連盟（副会長）[216]
- 一般社団法人全日本ピアノ指導者協会（ピティナ）[217]
- 梅振興議員連盟[218]
- ぐんま女性歯科医師の会(顧問)[146]
- 水素社会推進議員連盟（会長）[219][220]
- 日本の生態系を取り戻す議員連盟（会長）[221]
- 北京オリンピックを支援する議員の会（幹事）
- 日中友好議員連盟（事務局長）[222]
- 日本スリランカ友好国会議員連盟（事務局長）
- こんにゃく対策推進議員懇談会（代表世話人）[223]
- 中古車自動車議員連盟（事務局長）
- 日韓議員連盟（常任幹事）
- 発達障害の支援を考える議員連盟（副会長）
- ボーイスカウト振興国会議員連盟
- 例外的に夫婦の別姓を実現させる会
- 神道政治連盟国会議員懇談会
- TPP交渉における国益を守り抜く会
- 群馬県少林寺拳法連盟（会長）
- 国会アマチュア無線クラブ[224]
- 日本モルディブ友好国会議員連盟（事務局長）[225]
- 日本ラオス友好議員連盟（事務局長）[226]
- 日本・カンボジア友好議員連盟（幹事長）[227]
- JICA議員連盟（会長）[228][229]
- 測量設計議員連盟（副会長）[221]
- 自民党養豚農業振興議員連盟（顧問）[222]
- ハンセン病問題の最終的な解決を進める国会議員懇談会（副会長）[96]
- awa酒振興議員連盟（幹事長）[98]
- 日本の生態系を取り戻す議員連盟（会長）[230]
- 自由民主党選挙対策本部（委員長代行）[231][232]
- 選択的夫婦別氏制度を早期に実現する議員連盟[233][234][235][236]
- 日本ユネスコ国内委員会[237]
- 財政構造のあり方検討小委員会（委員長）[238][239]
- 日本特用林産振興会（会長）[240]
- 自由民主党ウィンタースポーツ＆リゾーツ議員連盟（副会長）[241]
- 国連教育科学文化機関無形文化遺産への登録を目指す議員連盟（副会長）[242]
- 超党派カーボンニュートラルを実現する会（共同代表）[243]
- 日本社会と民主主義の持続可能性を考える超党派会議（筆頭代表世話人）[244]
- 自民党　財政健全化推進本部　本部長代行[245]
- 財政基本問題小委員会委員長[246]
- 自民党こんにゃく対策議員懇談会（会長）[247]
- 日中友好文化交流促進協会（理事）[248]
- 日朝国交正常化推進議員連盟[249]
- 自民党財政改革検討本部（幹事長）[250]

## 選挙歴
| 当落 | 選挙                   | 執行日         | 年齢 | 選挙区  | 政党       | 得票数     | 得票率 | 定数 | 得票順位 /候補者数 | 政党内比例順位 /政党当選者数 |
| ---- | ---------------------- | -------------- | ---- | ------- | ---------- | ---------- | ------ | ---- | ------------------ | ---------------------------- |
| 当   | 第42回衆議院議員総選挙 | 2000年06月25日 | 26   | 群馬5区 | 自由民主党 | 16万3991票 | 76.38% | 1    | 1/4                | /                            |
| 当   | 第43回衆議院議員総選挙 | 2003年11月09日 | 29   | 群馬5区 | 自由民主党 | 14万4848票 | 76.96% | 1    | 1/3                | /                            |
| 当   | 第44回衆議院議員総選挙 | 2005年09月11日 | 31   | 群馬5区 | 自由民主党 | 14万4782票 | 67.84% | 1    | 1/3                | /                            |
| 当   | 第45回衆議院議員総選挙 | 2009年08月30日 | 35   | 群馬5区 | 自由民主党 | 15万2708票 | 70.97% | 1    | 1/3                | /                            |
| 当   | 第46回衆議院議員総選挙 | 2012年12月16日 | 39   | 群馬5区 | 自由民主党 | 13万4685票 | 77.26% | 1    | 1/3                | /                            |
| 当   | 第47回衆議院議員総選挙 | 2014年12月14日 | 41   | 群馬5区 | 自由民主党 | 11万4458票 | 71.02% | 1    | 1/3                | /                            |
| 当   | 第48回衆議院議員総選挙 | 2017年10月22日 | 43   | 群馬5区 | 自由民主党 | 10万9453票 | 64.95% | 1    | 1/4                | /                            |
| 当   | 第49回衆議院議員総選挙 | 2021年10月31日 | 47   | 群馬5区 | 自由民主党 | 12万5702票 | 76.59% | 1    | 1/2                | /                            |
| 当   | 第50回衆議院議員総選挙 | 2024年10月27日 | 50   | 群馬5区 | 自由民主党 | 9万6580票  | 61.85% | 1    | 1/3                | /                            |

## 親族
- 父・小渕恵三 - 内閣総理大臣（第84代）
- 母・小渕千鶴子 - エッセイスト
- 姉・小渕暁子 - イラストレーター
- 兄・小渕剛 - 一般人
- 祖父・小渕光平 - 衆議院議員・光山社創業者
- 祖母・小渕千代 - 光山社役員
- 伯父・小渕光平（2代目） - 元中之条町長、光山社総帥
- 大伯父・小渕岩太郎 - 光山社役員
- 夫・小渕克陽（旧姓：瀬戸口） - TBSテレビプロデューサー
  - 夫との間に2男あり

|  |  |            |  |  |  |  |  |  |  |            |  |  |  |  |  |  |  |          |  |  |  |  |  |  |  |
|  |  | 小渕光平   |  |  |  |  |  |  |  |            |  |  |  |  |  |  |  |          |  |  |  |  |  |  |  |
|  |  |            |  |  |  |  |  |  |  |            |  |  |  |  |  |  |  |          |  |  |  |  |  |  |  |
|  |  |            |  |  |  |  |  |  |  | 小渕光平   |  |  |  |  |  |  |  |          |  |  |  |  |  |  |  |
|  |  |            |  |  |  |  |  |  |  |            |  |  |  |  |  |  |  |          |  |  |  |  |  |  |  |
|  |  | 小渕千代   |  |  |  |  |  |  |  |            |  |  |  |  |  |  |  |          |  |  |  |  |  |  |  |
|  |  |            |  |  |  |  |  |  |  | 小渕恵三   |  |  |  |  |  |  |  |          |  |  |  |  |  |  |  |
|  |  |            |  |  |  |  |  |  |  |            |  |  |  |  |  |  |  |          |  |  |  |  |  |  |  |
|  |  |            |  |  |  |  |  |  |  |            |  |  |  |  |  |  |  | 小渕優子 |  |  |  |  |  |  |  |
|  |  |            |  |  |  |  |  |  |  |            |  |  |  |  |  |  |  |          |  |  |  |  |  |  |  |
|  |  |            |  |  |  |  |  |  |  | 小渕千鶴子 |  |  |  |  |  |  |  |          |  |  |  |  |  |  |  |
|  |  |            |  |  |  |  |  |  |  |            |  |  |  |  |  |  |  | 小渕克陽 |  |  |  |  |  |  |  |
|  |  |            |  |  |  |  |  |  |  |            |  |  |  |  |  |  |  |          |  |  |  |  |  |  |  |
|  |  |            |  |  |  |  |  |  |  |            |  |  |  |  |  |  |  | 小渕暁子 |  |  |  |  |  |  |  |
|  |  |            |  |  |  |  |  |  |  |            |  |  |  |  |  |  |  |          |  |  |  |  |  |  |  |
|  |  | 小渕岩太郎 |  |  |  |  |  |  |  |            |  |  |  |  |  |  |  |          |  |  |  |  |  |  |  |
|  |  |            |  |  |  |  |  |  |  |            |  |  |  |  |  |  |  |          |  |  |  |  |  |  |  |
|  |  |            |  |  |  |  |  |  |  |            |  |  |  |  |  |  |  |          |  |  |  |  |  |  |  |